# پائولو روسی (بازیکن فوتبال، زاده ۱۹۸۲)
پائولو روسی (انگلیسی: Paolo Rossi؛ زادهٔ ۲۵ دسامبر ۱۹۸۲) بازیکن فوتبال اهل ایتالیا است.
از باشگاه‌هایی که در آن بازی کرده‌است می‌توان به باشگاه فوتبال تورینو، باشگاه فوتبال چیتادلا، باشگاه فوتبال مونتسا، و باشگاه فوتبال رجانا اشاره کرد.
وی همچنین در تیم ملی فوتبال زیر ۱۷ سال ایتالیا بازی کرده‌است.